# Cimetière Massigoux d'Aurillac
Le cimetière Massigoux est le cimetière le plus ancien de la ville préfecture d'Aurillac dans le Cantal, et l'une de ses trois nécropoles. Il se trouve place du Souvenir-Français.

## Histoire et description
Ce grand cimetière rectangulaire a ouvert au début du XIXe siècle. Il est boisé et nombre de ses tombes austères en pierre sont encore préservées, ce qui lui donne du charme, surtout dans la partie élevée du cimetière qui domine la  campagne au loin. On remarque quelques bustes comme celui du frère Amance (1797-1882), directeur des écoles chrétiennes, par Gabriel Vital-Dubray, mais les œuvres d'art sont rares. On note aussi la présence de nombreuses sépultures de militaires, Aurillac étant autrefois une ville de garnison. Beaucoup de sépultures anciennes sont en forme d'enclos avec des stèles ou des croix sur socle d'allure très simple. 

## Personnalités inhumées
- Famille Bastid dont Raymond Bastid (1826-1880), député centre-gauche  du Cantal; son fils Pierre-Rémy Adrien Bastid (1853-1923), député, et le fils de ce dernier Paul Bastid (1892-1974), député radical du Cantal puis de la Seine, ministre du commerce, résistant, avec son épouse née Suzanne Basdevant
- Julien Brunhes (1833-1895), physicien, et son fils Bernard Brunhes (1867-1910), géophysicien
- Famille Brunon dont le zouave pontifical Gerbert Brunon (1845-1874), mort dans un incendie[3] et son fils, le général Jean Brunon (1872-1940), gouverneur militaire de Verdun
- Joseph Cabannes (1831-1891), maire d'Aurillac, sénateur (stèle à colonnes)
- Charles Deloncle (1866-1938), député radical, puis sénateur de la Seine, oncle d'Eugène Deloncle
- Général Alexis Delzons (1775-1812), baron de l'Empire
- Émile Duclaux (1840-1904), biologiste successeur de Pasteur
- Louis Farges (1858-1941), député du Cantal, cousin d'Émile Duclaux, auteur du Guide bleu du Cantal
- Gorm Hansen (1866-1952), peintre danois
- Eugène Lintilhac (1854-1920), journaliste défenseur du félibrige, sénateur radical-socialiste (médaillon)
- Général Jean-Baptiste Milhaud (1766-1833), député conventionnel, général et comte d'Empire rallié à la monarchie[4]
- Henri Mondor (1885-1962), professeur de médecine, chirurgien
- Hippolyte Esquirou de Parieu (1791-1876), maire d'Aurillac, député du Cantal sous le Second Empire et son fils Félix Esquirou de Parieu (1815-1893), député, ministre de l'instruction publique et des cultes (chapelle)
- Paul Piales (1895-1987), maire d'`Aurillac et sénateur